# Saint-Maurice-de-Lestapel
Saint-Maurice-de-Lestapel è un comune francese di 112 abitanti situato nel dipartimento del Lot e Garonna nella regione della Nuova Aquitania.

## Società

### Evoluzione demografica
Abitanti censiti